# Yoania japonica
Yoania japonica är en orkidéart som beskrevs av Carl Maximowicz. Yoania japonica ingår i släktet Yoania och familjen orkidéer. Inga underarter finns listade i Catalogue of Life.